# Донаха Рајан
Донаха Рајан (енгл. Donnacha Ryan; 11. децембар 1983) професионални је рагбиста и ирски репрезентативац, који тренутно игра за Манстер. Висок 201 цм, тежак 116 кг, прошао је све млађе категорије тима Ненаф Ормонд РФК, а први сениорски тим за који је играо био је Шенон РФК. Дебитовао је за Манстер 3. септембра у утакмици келтске лиге против Оспрејса. У купу шампиона дебитовао је 16. децембра 2007. против Скарлетса. Годинама је био одличан тандем у другој линији Манстера са Полом О'Конелом. Са Манстером је 2 пута освајао келтску лигу и 2 пута титулу шампиона Европе. Прошао је млађе селекције Ирске, а за сениорску је дебитовао 22. новембра против Аргентине. У купу шест нација дебитовао је против Италије 6. фебруара 2010. Освојио је са Ирском 3 титуле купа шест нација и играо је на два светска првенства. За репрезентацију Ирске одиграо је до сада 34 тест меча.